# Bataille de Kiev (1943)
Pour les articles homonymes, voir Bataille de Kiev.
Bataille du Dniepr,
Front de l'Est (Seconde Guerre mondiale)
La seconde bataille de Kiev ou bataille de Kiev de 1943 est une bataille de la Seconde Guerre mondiale. Elle décrit trois opérations stratégiques (deux offensives et défensive) de l'Armée rouge et une contre-attaque de la Wehrmacht qui ont eu lieu dans la foulée de l'échec de l'offensive allemande à Koursk et dans le cadre de la bataille du Dniepr. Ces quatre opérations ont eu lieu entre le 3 octobre et 22 décembre 1943.

## Contexte historique
Dans le cadre de la bataille du Dniepr, au nord du dispositif soviétique, le général Vatoutine, comprenant que ses troupes occupant les positions au sud de Kiev ont peu d'espoir d'attaquer la ville du fait des excellentes défenses du 24e PanzerKorps de Nehring, fait passer la 3e armée de chars de la Garde de Pavel Rybalko, par la tête de pont de Lioutech, et concentre son artillerie pour la soutenir.

## Déroulement de la bataille

Pièce commémorative de la libération de Kiev émise par la Banque centrale de Russie à l'occasion de son.

Le 3 novembre 1943, les défenses de la 4e PanzerArmee sont percées et le 5 novembre les blindés de Pavel Rybalko sont dans les rues de Kiev. Les Soviétiques foncent alors vers l'ouest, vers Jytomyr, Korosten, Berdytchiv et Fastiv, menaçant la liaison ferroviaire avec le groupe d'armées centre. Von Manstein demande alors à Hitler de lui donner les 40e et 48e PanzerKorps pour contre-attaquer et tenter de reprendre la ville. Hitler refuse d'employer le 40e PanzerKorps et relève Hermann Hoth, pour le remplacer par Raus, à la tête de la 4e PanzerArmee. 
La première tentative de contre attaque du 48e PanzerKorps, avec la 25e PanzerDivision, est arrêtée par le 7e corps blindé de la garde, à Fastiv ; mais les unités allemandes, bientôt renforcées, peuvent durcir leur défense et empêcher le pire. Les 1re et 7e PanzerDivision, ainsi que la LSSAH, reprennent Brousilov, puis Jytomyr. Rybalko envoie alors ses blindés contrer l'attaque allemande, donnant lieu à une grande bataille de chars, qui dure jusqu'à l'arrivée de la saison des boues. 
Les opérations reprennent le 5 décembre, par une attaque allemande qui force la 60e armée soviétique à évacuer Korosten, et menace même Fastiv. Finalement, le général soviétique Vatoutine demande des renforts et reçoit la 1re armée de chars et la 18e armée soviétique, avec lesquelles il s'empare à nouveau de Brousilov, mettant fin au danger.